# Maglie
Maglie – miejscowość i gmina we Włoszech, w regionie Apulia, w prowincji Lecce.
Według danych na rok 2004 gminę zamieszkiwały 15 242 osoby, 692,8 os./km².
W miejscowości jest stacja kolejowa Maglie.
W Maglie urodził się Aldo Moro, dwukrotny premier Włoch.